# Pic de Rochebrune
Il Pic de Rochebrune (detto anche semplicemente Rochebrune - 3.324 m s.l.m.) è una montagna francese delle Alpi Cozie che si trova tra il Queyras ed il Briançonnais (dipartimento delle Alte Alpi).

## Caratteristiche

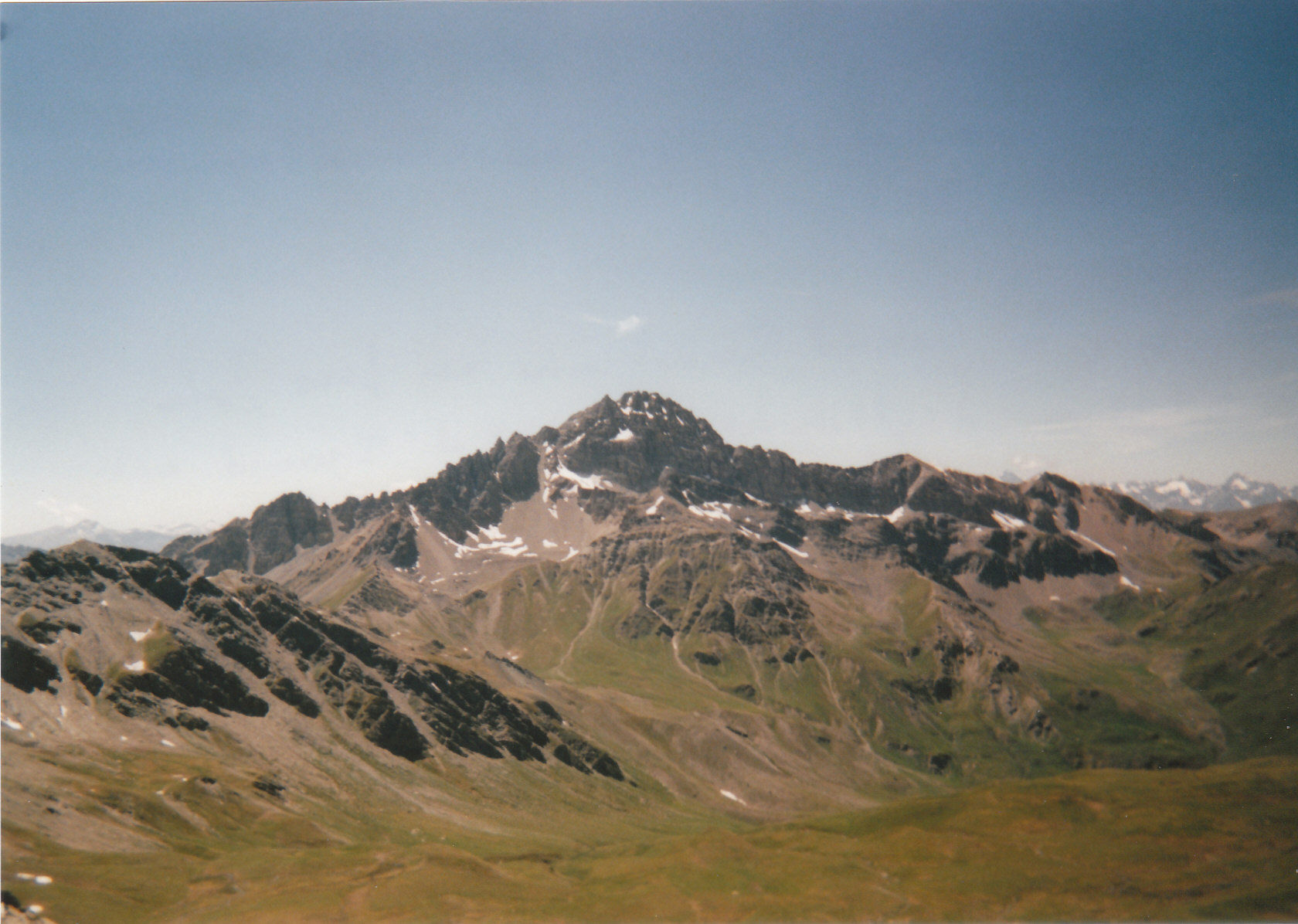
Versante est della montagna.

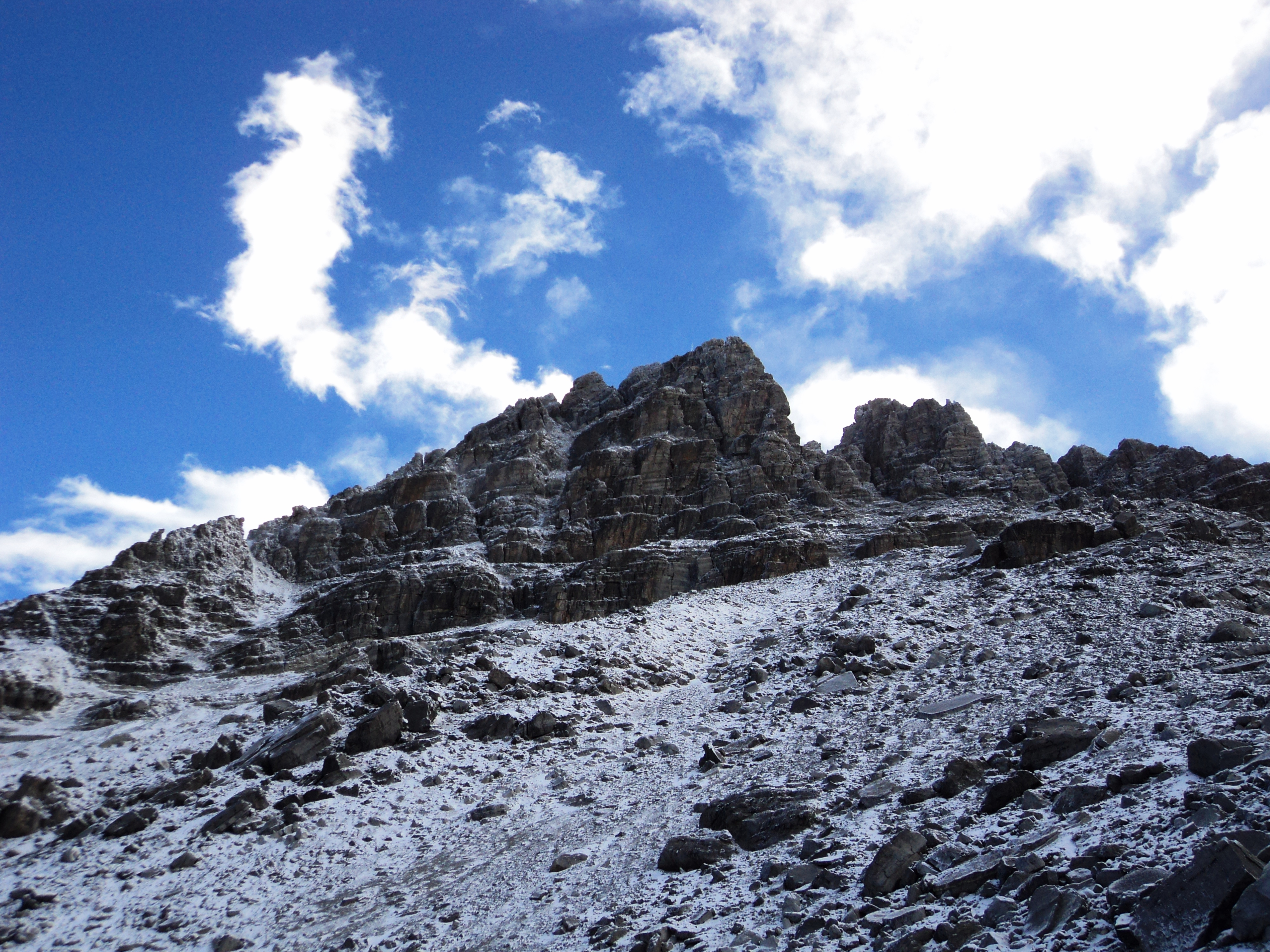
La vetta doppia del Pic de Rochebrune vista da ovest.

Il Pic è particolarmente isolato e ben riconoscibile. Offre inoltre un panorama particolarmente interessante sulle Alpi Cozie e sulle Alpi del Delfinato.
La montagna presenta due cime con un intaglio che le separa. La vetta più alta è quella collocata a nord. Sulle due vette sono collocati due ponti radio.

## Ascensione alla vetta
La via normale di salita parte dal colle dell'Izoard (2.361 m). Dal colle si sale in direzione nord-est verso il Col Perdu. Arrivati al colle si continua sul versante opposto perdendo dapprima un centinaio di metri di altezza e poi dirigendosi in piano verso la montagna. Il sentiero riprende poi a salire e si porta sulla destra del monte al Col des Portes (2.915 m) dove è collocata una croce. Da questo colle si continua in salita in direzione est-nord-est fino ad arrivare alla base di un intaglio (3.280 m) tra le due cime di cui è composta la montagna. L'attacco all'intaglio presenta due o tre metri di scalata più impegnativa dove ci si può aiutare con una corda messa in loco. Infine il sentiero riprende e conduce sulla vetta.